# Hitomi no Naka no Galaxy/Hero
Hitomi no Naka no Galaxy/Hero (瞳の中のGalaxy/Hero?) è un brano musicale del gruppo musicale giapponese Arashi, pubblicato come loro tredicesimo singolo il 18 agosto 2004. Il brano è incluso nell'album 5x5 The Best Selection of 2002-2004, sesto lavoro del gruppo. Il singolo ha raggiunto la prima posizione della classifica Oricon dei singoli più venduti in Giappone, vendendo 256.187. Il singolo è stato certificato disco di platino.

## Tracce
CD Singolo JACA-5018
1. Hitomi no Naka no Galaxy (瞳の中のGalaxy)
2. Hero
3. Hey Hey Lovin' You
4. Hitomi no Naka no Galaxy (Original Karaoke) (瞳の中のGalaxy)
5. Hero (Original Karaoke)
6. Hey Hey Lovin' You (Original Karaoke)

## Classifiche
| Classifica (2004) | Posizione più alta |
| ----------------- | ------------------ |
| Giappone (Oricon) | 1                  |